# Королівська військова академія (Бельгія)
Королівська військова академія (фр. École royale militaire, нід. Koninklijke Militaire School) — військовий університет в Бельгії. Там навчаються офіцери сухопутних військ, військово-повітряних, військово-морських сил та медичних підрозділів Збройних сил Бельгії. Розташований у Брюсселі. Курс читається французькою, нідерландською та англійською мовами.
Університет має два факультети:
- Політехнічний
- Факультет соціальних і військових наук

## Національний склад
Переважна більшість студентів мають бельгійське громадянство, але співпраця з іншими країнами відкрила академію для інших національностей. Багато люксембурзьких офіцерів здобувають освіту в Королівській військовій академії.
Нещодавно університет приймав до себе студентів-військовиків з Канади, Лівану, США, Нігеру, Демократичної Республіки Конго, Марокко, Тунісу та Руанди завдяки військовій співпраці, програмам навчання та розвитку. Однак ці студенти часто належать до соціальної еліти своєї країни. Іноземні студенти, на відміну від бельгійських, не зобов'язані відвідувати курси нідерландської мови.